# Koalice ochotných (válka v Iráku)

Koalice ochotných (coalition of the willing)

Koalice ochotných (anglicky coalition of the willing) bylo neformální označení koalice států, které podpořily USA na jaře 2003 válce proti Iráku. Pojem stojí v protikladu k ose zla, jak ji pojmenoval americký prezident George W. Bush. Protože nejde o formální koalici, není možné přesně určit její členy. V každém případě tam patřila řada evropských států včetně České republiky, jejíž tehdejší prezident Václav Havel zásah v Iráku podporoval.